# Fes (Kopfbedeckung)

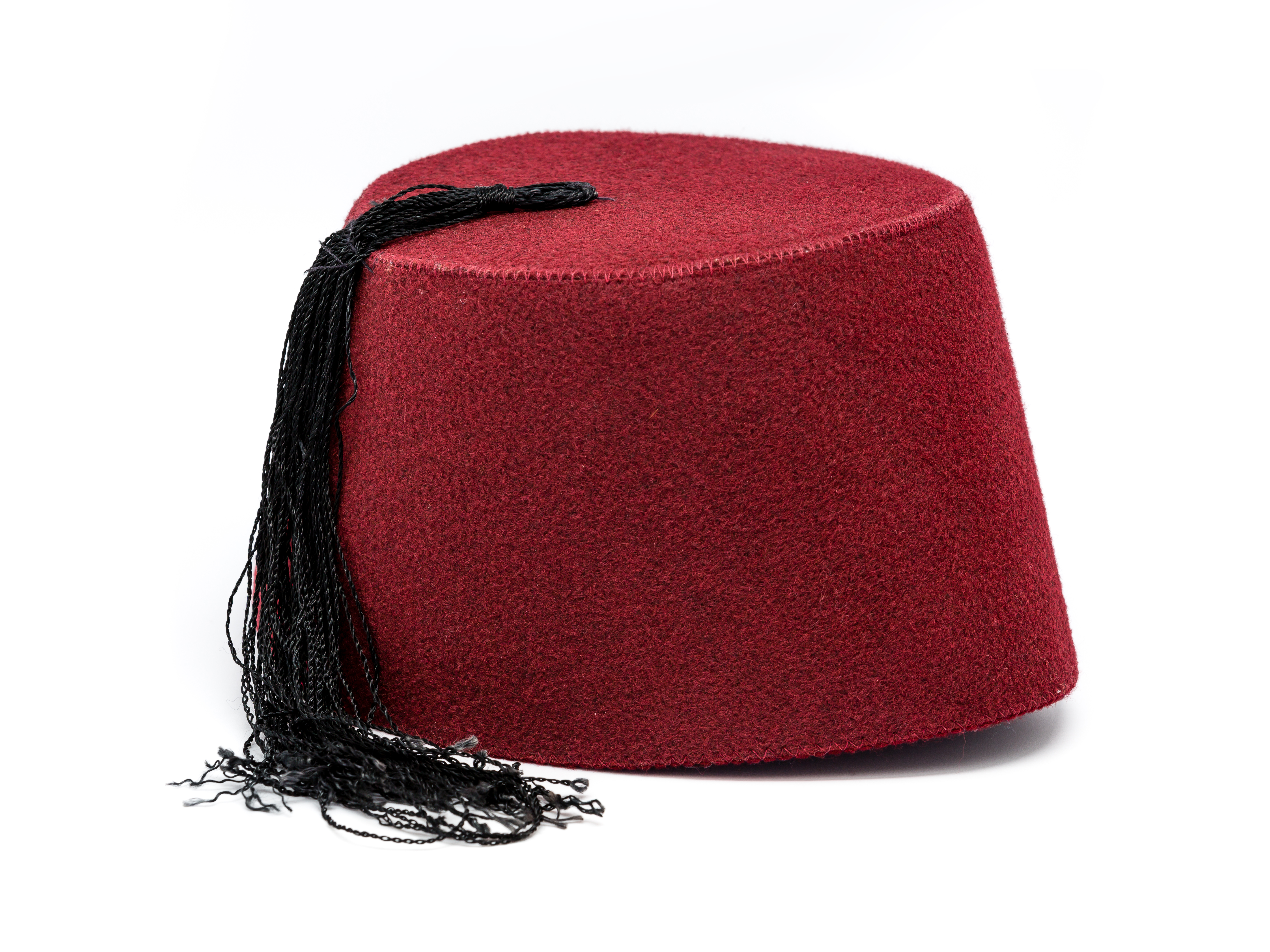
Ein Fes

Der Fes (auch Fez), arabisch Tarbusch (طربوش, DMG ṭarbūš, von persisch سرپوش, DMG sarpūš, ‚Kopfbedeckung‘), in dieser Wortform auch im Hebräischen gebräuchlich, ist eine früher im Orient und auf dem Balkan weit verbreitete Kopfbedeckung in der Form eines Kegelstumpfes aus rotem Filz mit flachem Deckel und mit meist schwarzer, blauer oder goldener Quaste. Er ist benannt nach der Stadt Fès in Marokko, in der er seinen Ursprung hat.

## Geschichte

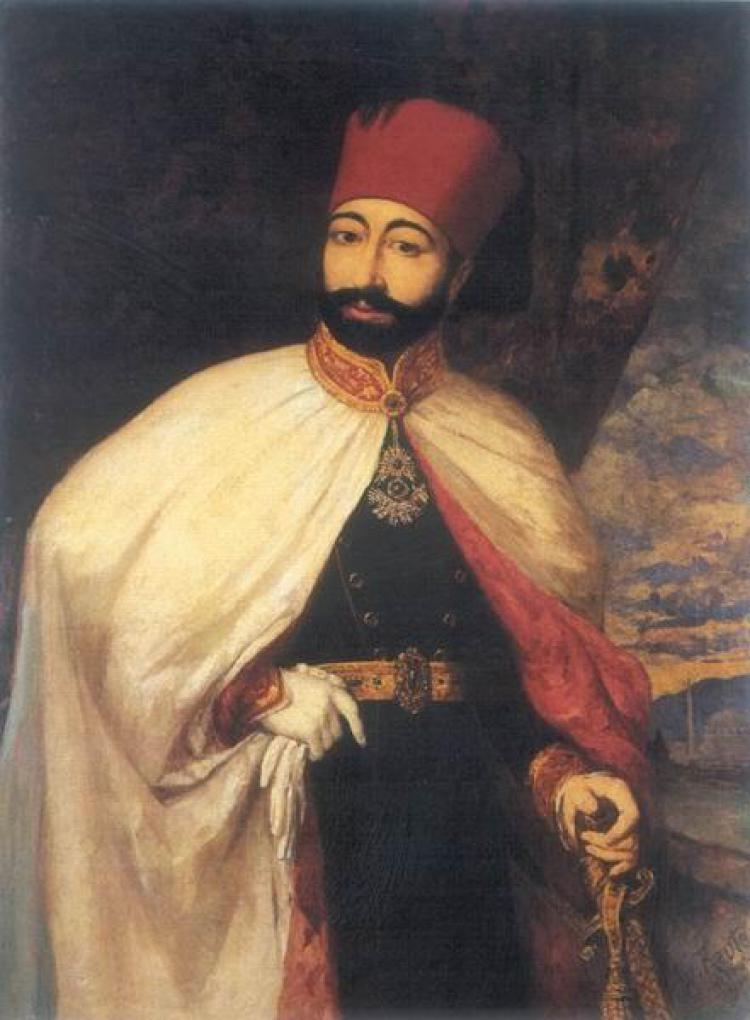
Sultan Mahmud II. mit einem Fes nach seiner Kleiderreform

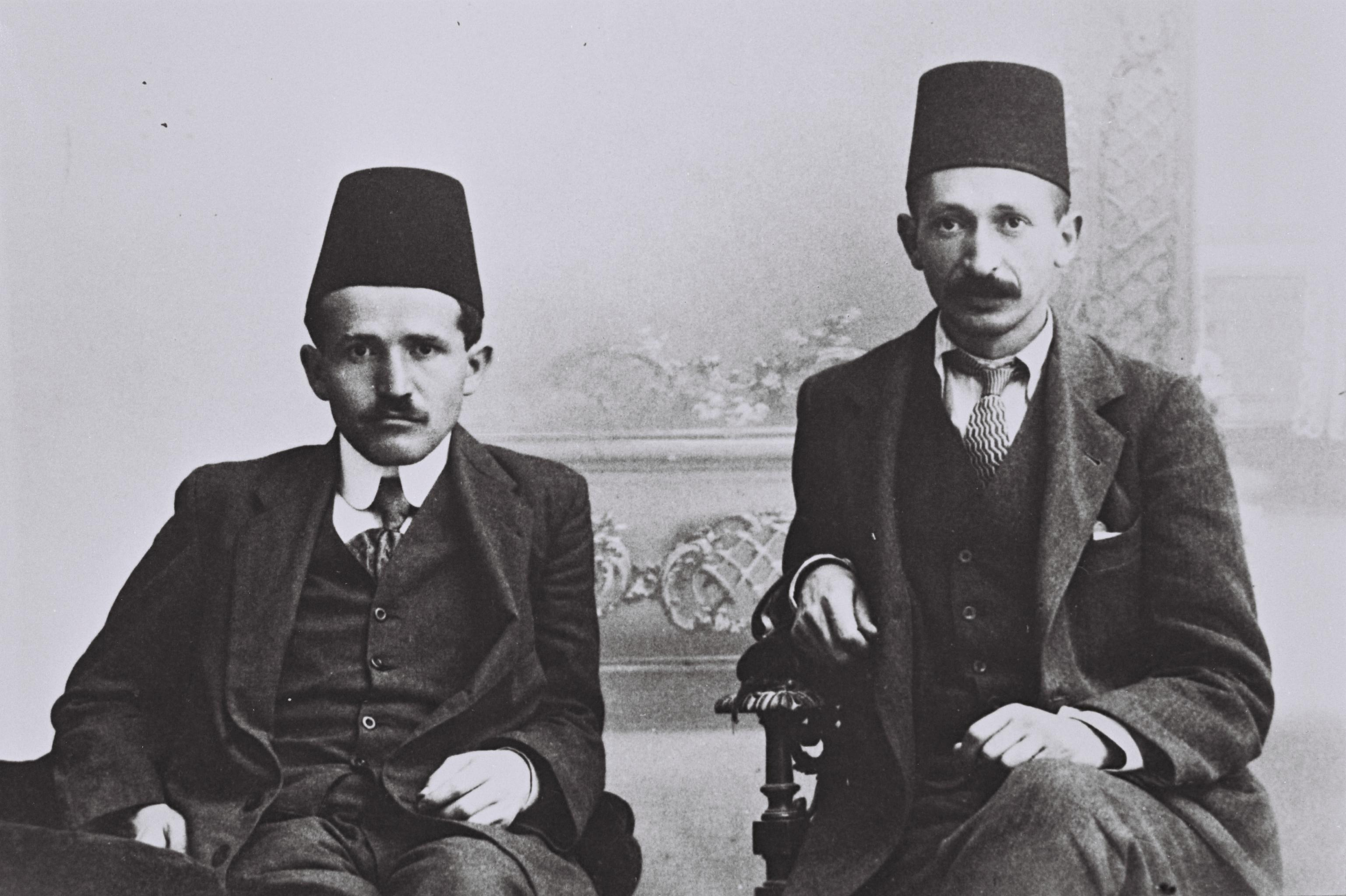
Die zionistischen Politiker David Ben-Gurion und Yitzhak Ben Zvi

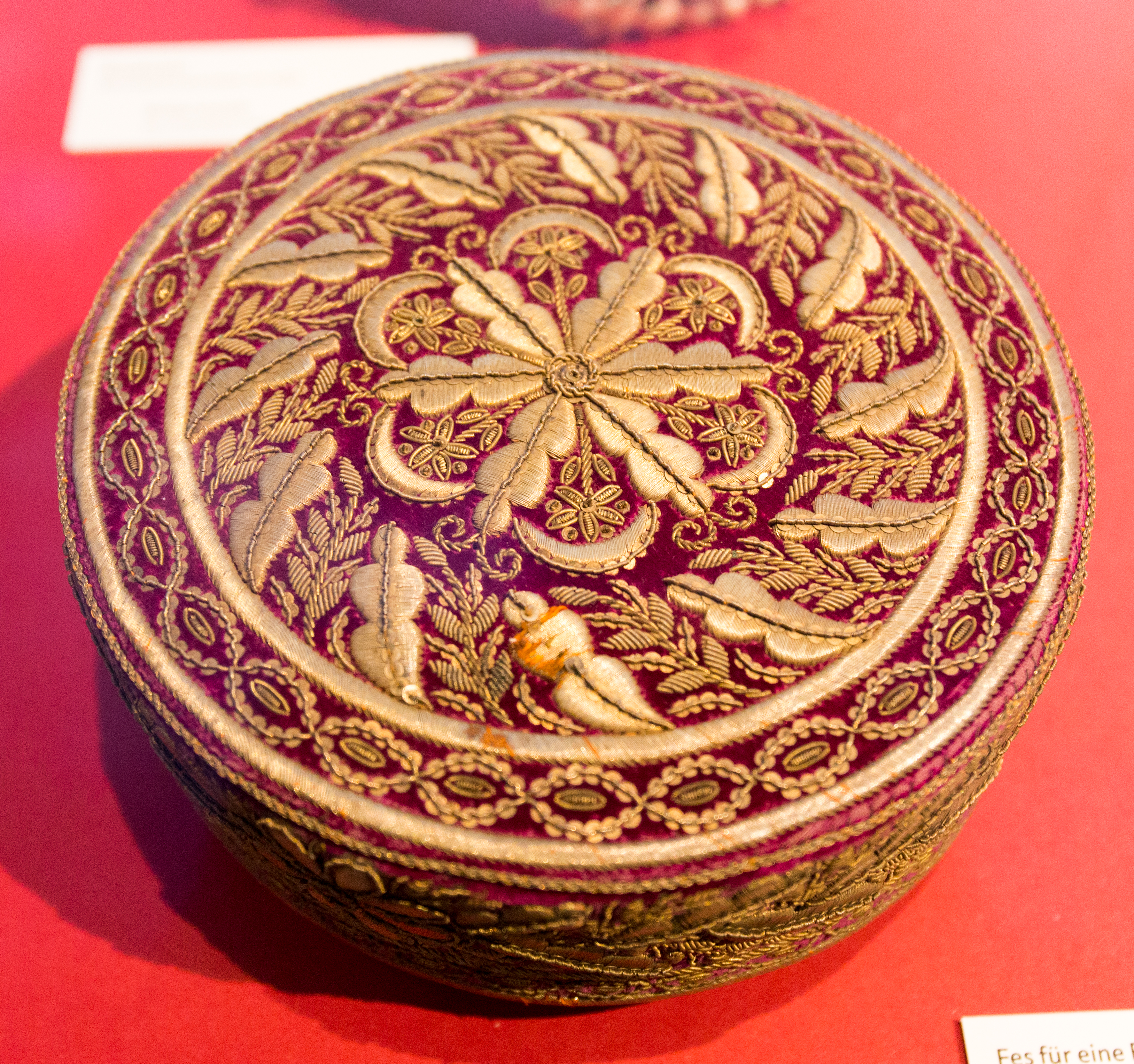
Fes für eine Braut, Bachcisaraj/Krim 1. Hälfte 19. Jh., MEK

Der genaue Ursprung des Fes ist unbekannt. Er war vor seiner Etablierung im Osmanischen Reich an der gesamten nordafrikanischen Küste verbreitet, namensgebend für die Kopfbedeckung war die Färbemittelherstellung in Fès, einer Stadt in Marokko. Der Fes in dieser ursprünglichen Form wird heute noch in Tunesien und Marokko getragen und ist etwa doppelt so hoch sowie mit längeren Quasten bestückt als der sonst bekannte Fes. Ab 1337 war er nationale Kopfbedeckung im Osmanischen Reich. 1453 (nach der Eroberung Konstantinopels durch die Osmanen) kam diese Kopfbedeckung über Venedig als Dienertracht sowohl bei Männern als auch bei Frauen in Mode. Eine andere, eher historische These besagt, dass der Fes griechischen Ursprungs ist.
Im frühen 19. Jahrhundert hatte Sultan Mahmud II. das Ziel, im Sinne einer stärkeren Westorientierung die offizielle Traditionskleidung der Reichsbediensteten zu reformieren. Zunächst hatte er dabei den europäischen Dreispitz im Blick, doch seine Berater wiesen ihn auf den Zusammenhang zur christlichen Vorstellung der Dreieinigkeit hin. Da soeben eine Schiffsladung Fes aus Tunesien angekommen war, wurden diese stattdessen als neue Kopfbedeckung gewählt. Die Einführung des Fes erfolgte in zwei Schritten. 1826 erfolgte die Einführung des Fes für die Armee, 1829 obligatorisch für die zivile und religiöse Dienerschaft im Zuge einer Kleidungsreform. Das Tragen der bis dahin üblichen orientalischen, sogenannten alttürkischen Tracht, zu der neben Pluderhosen auch der Turban gehörte, wurde untersagt. Die Einführung des Fes führte zu Protesten unter den religiösen Gruppen, die nur den Turban als den islamischen Riten gerecht akzeptierten. Einige von ihnen trugen als Protest den Fes auf dem Turban und auch einige Europäer kritisierten den Mangel an orientalischer Ästhetik. Mit einer Fatwa des Scheichülislam, die den Fes religiös billigte, erlosch der Widerstand und der Fes wurde mit der Zeit zu einem starken patriotischen Symbol. Bei den Staatsbediensteten nahm er die Bedeutung eines politischen Dienstabzeichens an, die Farbe der Quaste zeigte dabei den Rang des Trägers. Jeder – auch nichtmuslimische – Bürger hatte ihn zu tragen, was im Sinne der Westannäherung des Sultans zu einer optischen Vereinheitlichung der verschiedenen Bürger des Osmanischen Reiches führte. Auch einige Frauen trugen den Fes, allerdings in einer kleineren Version, die keine Quaste hatte.
Mahmud II. begründete zur Umsetzung der Kleiderreform eine Fes-Fabrik in Istanbul, die Feshane, welche mit tunesischen Handwerkern besetzt die Produktion aufnahm. Die Stadt Fès hatte zunächst ein Monopol auf die Herstellung, da sie die Verbreitung der Kermes-Schildlaus, die zur charakteristischen Färbung der karminroten Hüte diente, kontrollierte. Nach der Entdeckung der synthetischen Anilinfarben in den 1840er Jahren wurde dann der Weg frei für die Fertigung der Hüte in Frankreich, Deutschland und Österreich. Zu Beginn des 20. Jahrhunderts wurden so Strakonitz in Südböhmen und Guben in der Niederlausitz zu Zentren der Fes-Produktion, die den osmanischen Markt zunehmend beherrschten. Die türkische Fesproduktion beschränkte sich auf die reichere Oberschicht als Zielgruppe. Besonders die österreichischen Importe machten einen so beachtlichen Anteil aus, dass sogar das osmanische Kriegsministerium auf die billigeren österreichischen Produkte zurückgriff. Das österreichische Monopol verlor seine Stellung im Jahre 1916 mit einem Schutzzoll und der technischen Aufrüstung der inländischen Produktion durch europäische Fachleute.

In großen Teilen der jungtürkischen Bewegung wurde der Fes mit dem Einmarsch österreichisch-ungarischer Truppen 1908 in das osmanische Bosnien zunehmend unbeliebt, sodass man zum mehrmonatigen Boykott aufrief und der zentralasiatische Kalpak unter den Offizieren einzog. In der Armee verlor der Fes seine Bedeutung, weil der fehlende Schirm den Soldaten bei Sonneneinstrahlung Schwierigkeiten bereitete, sodass sich Anfang des 20. Jahrhunderts in der Armee zunehmend ein von Enver Pascha initiierter Helm, der Enveriye, durchsetzte.

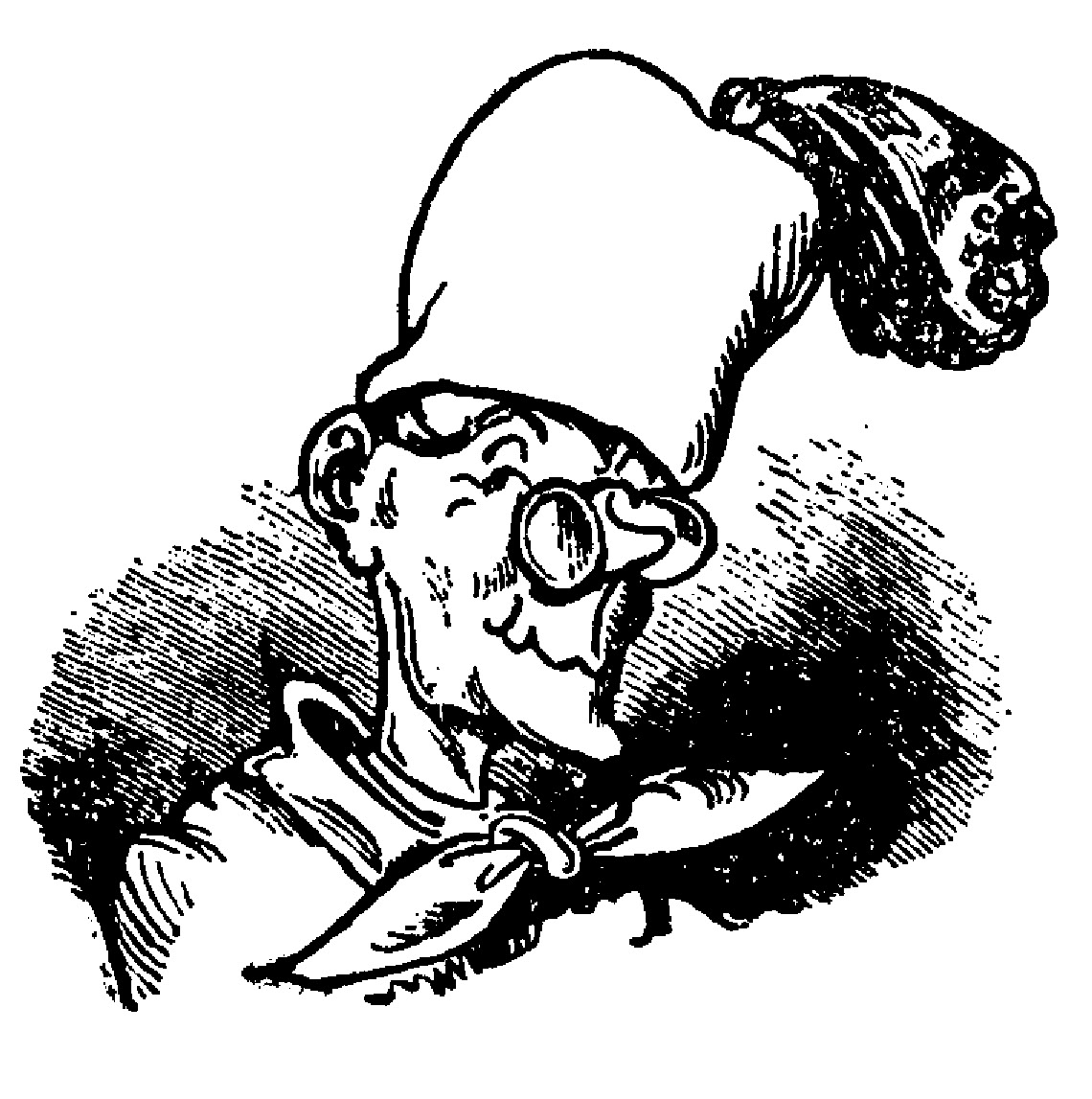
Wilhelm Busch: Meister Böck, aus Max und Moritz, 1865

Das Tragen eines Fes war im Biedermeier (1815–1848) als ein Zeichen der Gemütlichkeit in Teilen Europas verbreitet. Für die indigenen Soldaten der deutschen kolonialen Schutztruppe von Togo, Deutsch-Ostafrika und Kamerun war der Fes aus rotem Filz, etwa 21 cm hoch, mit flachem Deckel und blauseidener Quaste die Standardkopfbedeckung. Ebenso war der Fes oft fester Bestandteil der Uniformen verschiedener Milizen im faschistischen Italien. Ebenso trugen die Angehörigen der bosnisch-hercegovinischen Infanterie Österreich-Ungarns und daran anknüpfend auch die der 13. Waffen-Gebirgs-Division der SS „Handschar“ (kroatische Nr. 1) den Fes. Mit großer Quaste und in einer nahezu beutelartigen Form ist der Fes auch Bestandteil der griechischen Nationaltracht.

### Verbot
Mustafa Kemal Atatürk hielt den Fes für ein Zeichen der Rückständigkeit und Symbol des niedergegangenen Osmanischen Reiches. Um die Kleidung auf „internationalen und zivilisierten“ Stand zu bringen, verbot die türkische Nationalversammlung am 25. November 1925 per „Hutgesetz“ (Şapka Kanunu) das Tragen des Fes (sowie aller anderen orientalischen Kopfbedeckungen). Seitdem ist der Fes nicht mehr Teil der türkischen Männerkleidung.
Nach seinem Verbot in der Türkei wurde das Tragen des Fes seit 1953 auch in Ägypten unter Gamal Abdel Nasser als „Zeichen anachronistischer Rückständigkeit“ bei Strafe verboten.
In Bulgarien wurde nach der Unabhängigkeit auf staatlicher Ebene der Fes „als Zeichen der osmanischen Herrschaft über Bulgarien“ aus der Öffentlichkeit verbannt.

## Popkulturelles Echo
In dem Roman Le Tarbouche (1992) von Robert Solé wird unter anderem ausführlich die Herstellung, der Vertrieb, die Trageweise und die symbolische Bedeutung des Tarbuschs, der ägyptischen Variante des Fes, beschrieben. Das Buch handelt vom Aufstieg des Geschäftsmanns und Händlers Georges Batrakani zum führenden Tarbusch-Fabrikanten in Ägypten bis zum Ende des Tarbuschs in den 1950er-Jahren.
1976 veröffentlichte Steely Dan auf dem Album The Royal Scam das Lied The Fez, der hier als Spitznamen für ein Kondom gedeutet wurde.
In der britischen Science-Fiction-Serie Doctor Who trägt der elfte Doktor gelegentlich einen Fes, den er gegen etwaige spöttische Anmerkungen stets als „cool“ verteidigt. Innerhalb der Fangemeinschaft der Serie erreichte der Hut einen gewissen Kultstatus.
Der österreichische Feinkostkonzern Julius Meinl führte den Meinl-Mohr als Firmenlogo; aufgrund rassistischer Konnotation seit Oktober 2021 nur mit besagtem Hut.

## Weiterführende Literatur
- Markus Purkhart: Die österreichische Fezindustrie. Dissertation, Universität Wien 2006.